# 阿昔單抗
阿昔單抗（INN：abciximab）是在经皮冠状动脉介入治疗期间使用的药物。由静脉注射给药。藥效在 10 分钟内發生，停用后藥效可持續 48 小时。
常见的副作用包括出血、低血压、恶心、头痛和外周性水腫。其他副作用包括可能严重过敏反应和血小板減少症。孕期使用的安全性不明。它是一种醣蛋白IIb/IIIa抑制劑的抗血小板藥物，它會阻止血小板聚集在一起。
阿昔單抗于 1994 年在美国获取得医疗使用許可。